# Qualifications des épreuves de tir à l'arc aux Jeux olympiques d'été de 2012
Pour un article plus général, voir Tir à l'arc aux Jeux olympiques d'été de 2012.
Les qualifications des épreuves de tir à l'arc aux Jeux olympiques d'été de 2012 sont fondées sur les résultats des athlètes au cours de la période du 2 juillet 2011 au 22 juin 2012. 
Chaque Comité national olympique (CNO) peut inscrire un maximum de 6 athlètes, 3 pour chaque sexe. Si un CNO qualifie 3 de ses athlètes pour  l'épreuve individuelle, il peut engager ses trois archers dans la compétition par équipes. Il est prévu que 12 CNO participent à l'épreuve par équipes, soit 24 archers au total. Tous les autres CNO ne peuvent bénéficier que d'une place par sexe pour les épreuves individuelles. 
6 places sont réservées pour la Grande-Bretagne en tant que pays hôte, et 6 autres sont attribuées par la Commission tripartite. Les 116 places restantes sont donc alloués par le biais d'un processus de qualification. Les quotas de qualification sont alloués aux Comités Olympiques nationaux et non pas aux athlètes.
Pour participer aux Jeux Olympiques, tous les archers doivent avoir obtenu lors d'une épreuve officielle, le score minimum de qualification suivant : 
- Pour les hommes : ronde WA de 1230 ou ronde 70 m  de 625
- Femmes : ronde WA de 1230 ou ronde 70 m  de 600

## Répartition globale des places
| Nation          | Hommes            | Hommes             | Femmes            | Femmes             | Total    |
| Nation          | Hommes individuel | Hommes par équipes | Femmes individuel | Femmes par équipes | Athlètes |
| --------------- | ----------------- | ------------------ | ----------------- | ------------------ | -------- |
| Afrique du Sud  |                   |                    | 1                 |                    | 1        |
| Allemagne       | 1                 |                    | 1                 |                    | 2        |
| Australie       | 1                 |                    | 1                 |                    | 2        |
| Bangladesh      | 1                 |                    |                   |                    | 1        |
| Birmanie        | 1                 |                    |                   |                    | 1        |
| Biélorussie     |                   |                    | 1                 |                    | 1        |
| Bhoutan         |                   |                    | 1                 |                    | 1        |
| Brésil          | 1                 |                    |                   |                    | 1        |
| Bulgarie        | 1                 |                    |                   |                    | 1        |
| Canada          | 1                 |                    | 1                 |                    | 2        |
| Chili           |                   |                    | 1                 |                    | 1        |
| Chine           | 3                 | X                  | 3                 | X                  | 6        |
| Taipei chinois  | 3                 | X                  | 3                 | X                  | 6        |
| Colombie        | 1                 |                    | 1                 |                    | 2        |
| Corée du Sud    | 3                 | X                  | 3                 | X                  | 6        |
| Corée du Nord   |                   |                    | 1                 |                    | 1        |
| Côte d'Ivoire   | 1                 |                    |                   |                    | 1        |
| Cuba            | 1                 |                    |                   |                    | 1        |
| Danemark        |                   |                    | 3                 | X                  | 3        |
| Égypte          | 1                 |                    | 1                 |                    | 2        |
| Espagne         | 1                 |                    | 1                 |                    | 2        |
| Estonie         |                   |                    | 1                 |                    | 1        |
| États-Unis      | 3                 | X                  | 3                 | X                  | 6        |
| Fidji           | 1                 |                    |                   |                    | 1        |
| France          | 3                 | X                  | 1                 |                    | 4        |
| Géorgie         |                   |                    | 1                 |                    | 1        |
| Grèce           |                   |                    | 1                 |                    | 1        |
| Hong Kong       | 1                 |                    |                   |                    | 1        |
| Iran            | 1                 |                    | 1                 |                    | 2        |
| Irak            |                   |                    | 1                 |                    | 1        |
| Inde            | 3                 | X                  | 3                 | X                  | 6        |
| Indonésie       |                   |                    | 1                 |                    | 1        |
| Italie          | 3                 | X                  | 3                 | X                  | 6        |
| Japon           | 3                 | X                  | 3                 | X                  | 6        |
| Kazakhstan      | 1                 |                    | 1                 |                    | 2        |
| Luxembourg      | 1                 |                    |                   |                    | 1        |
| Malaisie        | 3                 | X                  | 1                 |                    | 4        |
| Mexique         | 3                 | X                  | 3                 | X                  | 6        |
| Moldavie        | 1                 |                    |                   |                    | 1        |
| Mongolie        | 1                 |                    | 1                 |                    | 2        |
| Norvège         | 1                 |                    |                   |                    | 1        |
| Pays-Bas        | 1                 |                    |                   |                    | 1        |
| Philippines     | 1                 |                    | 1                 |                    | 2        |
| Pologne         | 1                 |                    | 1                 |                    | 2        |
| Grande-Bretagne | 3                 | X                  | 3                 | X                  | 6        |
| Russie          |                   |                    | 3                 | X                  | 3        |
| Samoa           |                   |                    | 1                 |                    | 1        |
| Saint-Marin     | 1                 |                    |                   |                    | 1        |
| Slovénie        | 1                 |                    |                   |                    | 1        |
| Suède           |                   |                    | 1                 |                    | 1        |
| Suisse          | 1                 |                    | 1                 |                    | 2        |
| Thaïlande       | 1                 |                    |                   |                    | 1        |
| Turquie         |                   |                    | 1                 |                    | 1        |
| Ukraine         | 3                 | X                  | 3                 | X                  | 6        |
| Venezuela       | 1                 |                    | 1                 |                    | 2        |
| Total: 55 pays  | 64                | 12                 | 64                | 12                 | 128      |

## Période de qualification
| Compétition                               | Date               | Lieu       |
| ----------------------------------------- | ------------------ | ---------- |
| Championnats du monde de tir à l'arc 2011 | 2-10 juillet 2011  | Turin      |
| Championnats d'Asie 2011                  | 19-25 octobre 2011 | Téhéran    |
| Championnats d'Océanie 2012               | 1-2 juillet 2012   | Wellington |
| Championnats d'Afrique 2012               | 12-16 mars 2012    | Rabat      |
| Championnats panaméricains 2012           | 17-22 avril 2012   | Medellin   |
| Championnats d'Europe 2012                | 21-26 mai 2012     | Amsterdam  |
| Tournoi final de qualification            | 21-22 juin 2012    | Ogden      |